# Гурий Никитин
Гурий Никитин (Гурий Никитич Кинешемцев) (ок. 1620, Кострома — 1691, там же) — русский живописец, крупнейший мастер фрески и иконописи второй половины XVII века, старшина артели костромских иконописцев.

## Биография
Гурий Никитин (сын) Кинешемцев родился предположительно в начале 1620-х годов в Костроме в семье, не связанной с иконописью. Отец его — Никита Григорьев (сын) Кинешемец — «прожитком добре худ». После смерти мужа в мор 1653—1654 гг. мать иконописца Соломонида владела двором в Костроме на Мшанской улице. Сведения о семье Гурия (Никитина) Кинешемцева зафиксированы в дозорной книге Костромы 1664 г., которая включила данные несохранившейся переписной книги 1646 г. Семья проживала на Брагиной улице близ Богоявленского монастыря. В 1664 г. Гурий Никитин имел лавку «на два лица» в Соляном ряду, три лавки в Рыбном ряду. Брат Гурия — Лука — ремеслом «сапожный кропач». В Костроме проживали и два двоюродных брата Никиты Григорьева Кинешемцева — Федор и Михаил Ивановы Кинешемцевы, владевшие в городе лавками в рыбном, шубном и суконном рядах, которые затем по наследству отошли Гурию Никитину.
У кого Гурий Никитин учился живописи — неизвестно, но можно предполагать, что его талант проявился с молодых лет. Первые серьёзные опыты фресковой живописи Гурий Никитин приобрел, видимо, в Москве, работая в составе костромской артели в таких храмах, как церкви Троицы в Никитниках в московском (Китай-городе (1653) и Архангельском соборе в Московском Кремле (1659, 1660). Работами в Архангельском соборе руководил известный царский изограф (иконописец) Симон Ушаков. К росписям было привлечено более ста мастеров из Москвы, Костромы, Ярославля, Новгорода, Калуги.
В 1661 году игумен Данилова монастыря в Переславле-Залесском Савва подрядил его вместе с пятью иконописцами расписать монастырскую церковь во имя Св. Троицы. В продолжение 1661—1662 годах они писали «во главе и закоморех», но не успели окончить стенную роспись, так как были вызваны в Москву. Здесь летом 1664 года Гурий с товарищами под руководством Симона Ушакова писали иконы в церкви великомученицы Евдокии, что у Государя в сенях.
Высланный из Костромы на Москву в 1666 году, Гурий работал по возобновлению стенной росписи Архангельского собора, за что в следующем году был пожалован как кормовой иконописец первой статьи. С января по май 1668 года по поручению царя он писал самым добрым письмом и с великим писанием две иконы для Макария, патриарха антиохийского: «Вседержителя Спаса, а по полям 12 праздников со страстями» и «преч. Богородицы Одигитрии, по полям кондаки и икосы и акафисты». Успешно закончив эту работу, Гурий Никитин был отправлен, по челобитью игумена Саввы, в Данилов переяславский монастырь для окончания стенной росписи монастырской церкви, но в июле того же года уже был вытребован в Москву для поправки стенного письма в церкви Григория Неокесарийского. В 1670 и 1671 годах он вместе с другими ярославскими и костромскими иконописцами писал заново стенное письмо в Успенском соборе в Ростове; в 1671 же году Никитин вместе с иконописцем Силой Савиным, «как самые добрые мастера», там же написали для Государя две иконы: «похвалы преч. Богородицы полное, да собор пресв. Богородицы полное».
В 1678 году, работая в Москве при Посольском дворе, Гурий бил Государю челом о своем переводе из кормовых иконописцев в жалованные; благодаря хорошему отзыву Симона Ушакова о его работах, просьба эта была удовлетворена.
Последнее десятилетие жизни художника было посвящено созданию росписей церкви Ильи Пророка в Ярославле (1680 — 1б81), Троицкого собора Ипатьевского монастыря в Костроме (1685) и Преображенского собора Спасо-Евфимиева монастыря в Суздале (1689). Эти ансамбли входят в число лучших произведений монументально-декоративного искусства второй половины XVII в. В ярославской росписи сформировался тот художественный прием, который современные исследователи называют «формулой Гурия Никитина»: решение пространства с помощью изображения прозрачного домика, видимого одновременно изнутри и снаружи. Никитин строго придерживался канона, однако в сложных композициях использовал гравюры Библии Пискатора, создавая оригинальные композиции жанрового характера. В двух последних работах, которые по своему исполнению, композиции и разнообразию сюжетов считаются одним из самых замечательных произведений второй половины XVII века, Гурию принадлежала самая важная роль: он «знаменил», то есть вычерчивал контуры всех рисунков, по которым уже доканчивали письмо другие иконописцы. Библейские фрески Никитина отличаются праздничной декоративностью, богатством символики; проступает стремление к обмирщению искусства.
Гурий Никитин никогда не был женат и детей не имел. Об этом сообщает современник Гурия, один из авторов «Повести о построении Николо-Пенской и Федоровской церквей». Описывая обстоятельства написания иконы «Федоровская Богоматерь» иконописцем Гурием Никитиным, он говорит о художнике: «Яко муж благочестив и бояйся Бога, жительствуяй в девстве даже до кончины своей». О смерти художника спустя 18 лет сообщает запись в Ландратской книге 1709 года: «Двор пуст иконописца Гурья Никитина, он умре во 1691 году, был бездетен».

## Известные работы
Предполагают авторство Гурия Никитина в отношении многих стенных росписей и икон, часто в виде простых догадок. Ниже представлены произведения, атрибуция которых имеет историческую основу.

### Росписи
- Крестовоздвиженский собор в Романове (Тутаеве). 1650-е гг.
- Троицкий собор Данилова монастыря в Переславле-Залесском. 1662—1668 гг.
- Архангельский собор в Московском Кремле. 1660—1666 гг.
- Богоявленский собор в Костроме. 1667—1672 гг.
- Успенский собор Ростовского кремля. 1670 г.
- Церковь Спаса Нерукотворного в Московском Кремле. 1678 г.
- Церковь Ильи Пророка в Ярославле. 1680 г.
- Троицкий собор Ипатьевского монастыря в Костроме. 1684 г.
- Спасский собор Спасо-Евфимиева монастыря в Суздале. 1689 г.

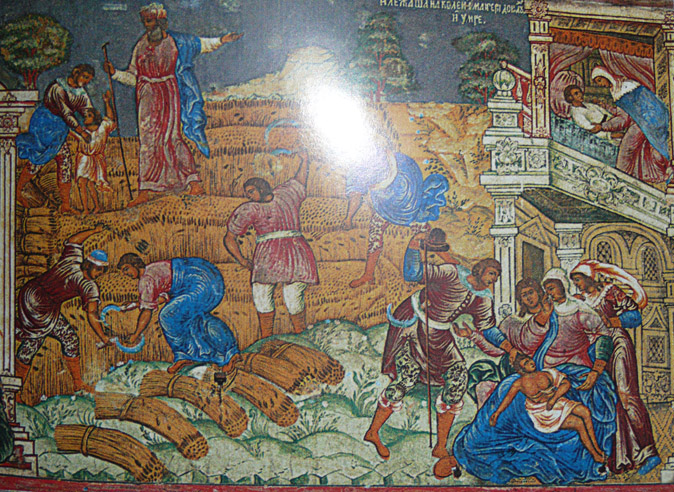
«Жатва» (1681). Фреска ярославской церкви Ильи Пророка
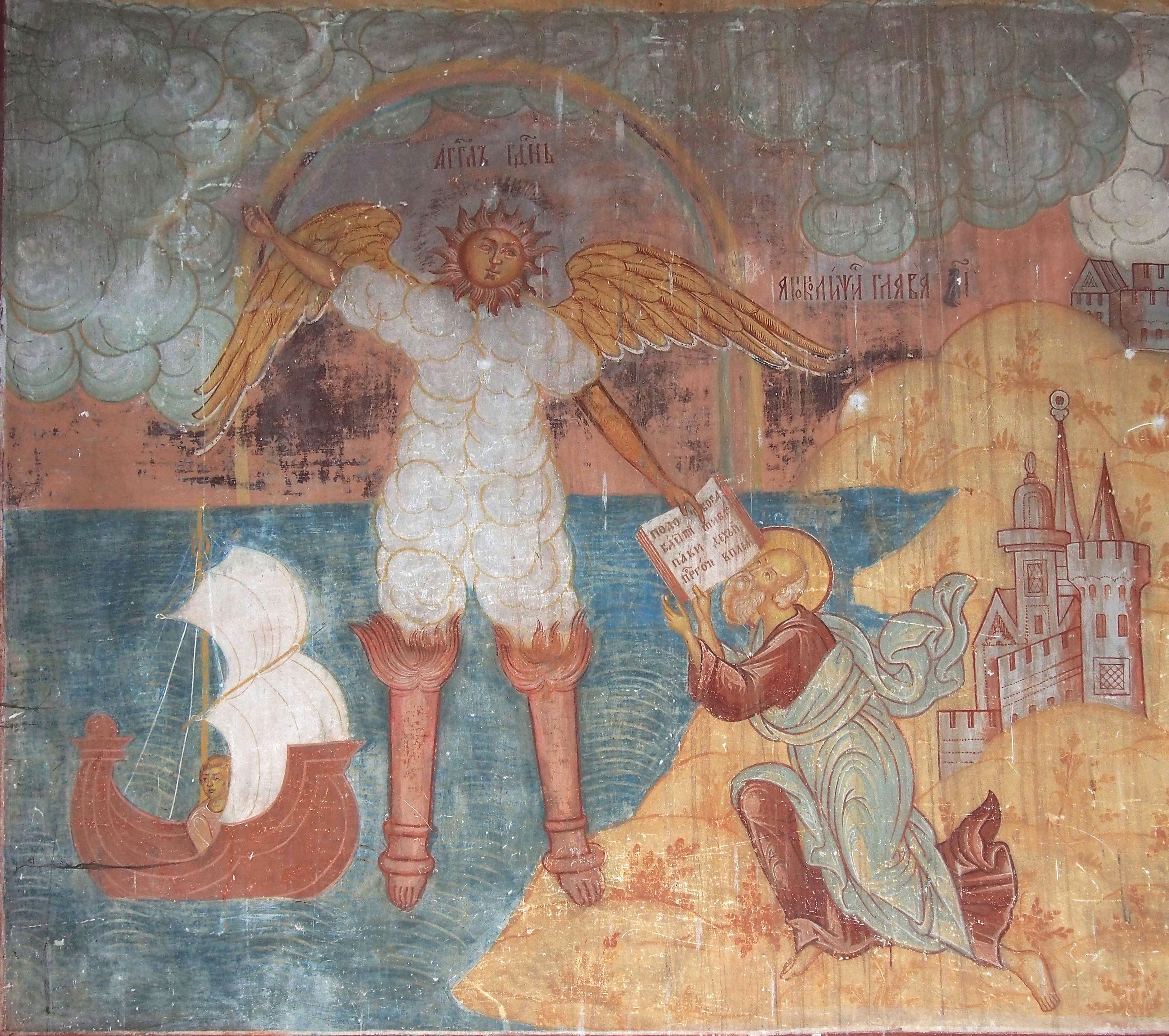
Ангел Господень, Романовский Крестовоздвиженский собор, западная стена четверика
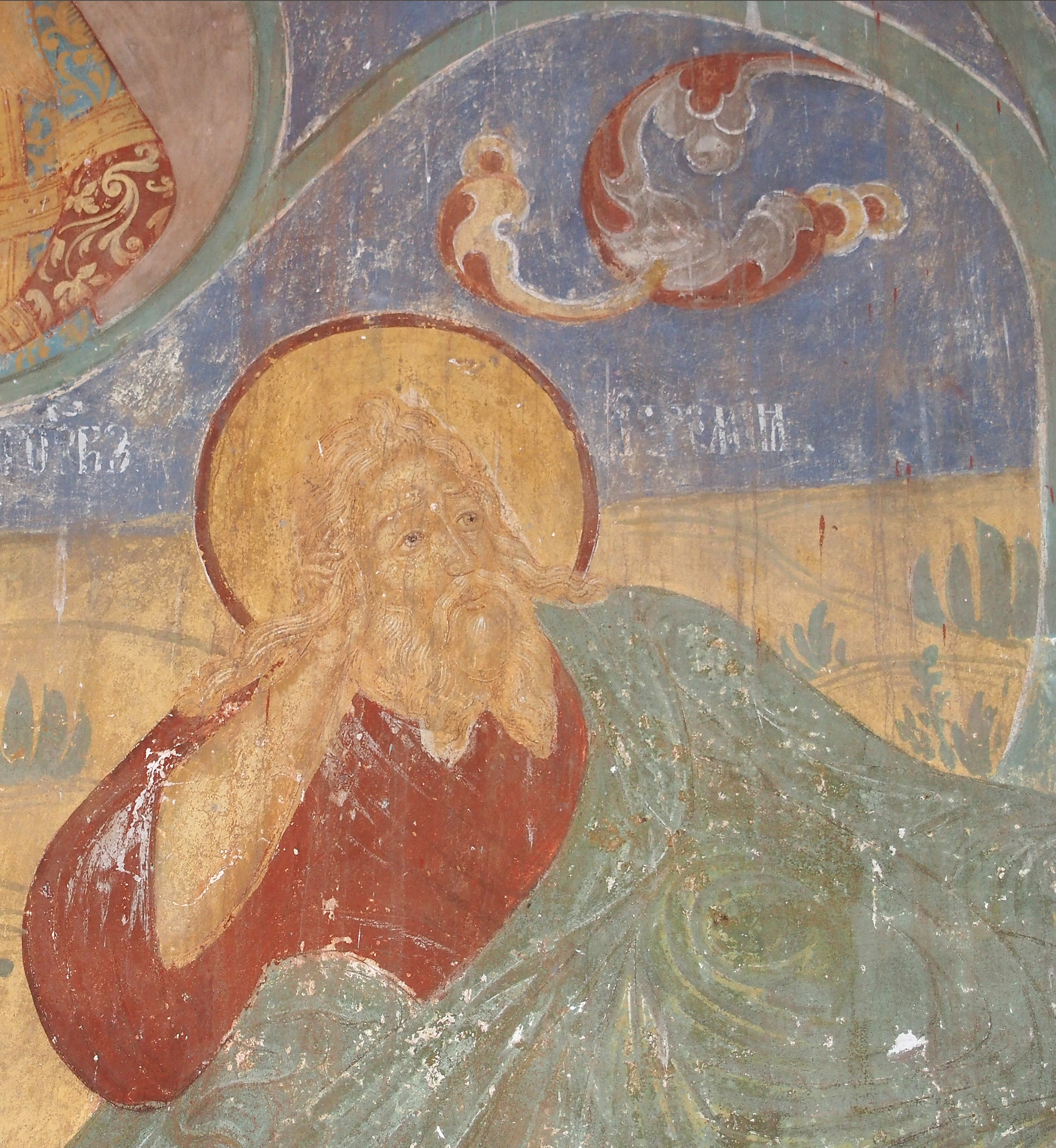
Пророк Иеремия, Романовский Крестовоздвиженский собор, южная стена четверика
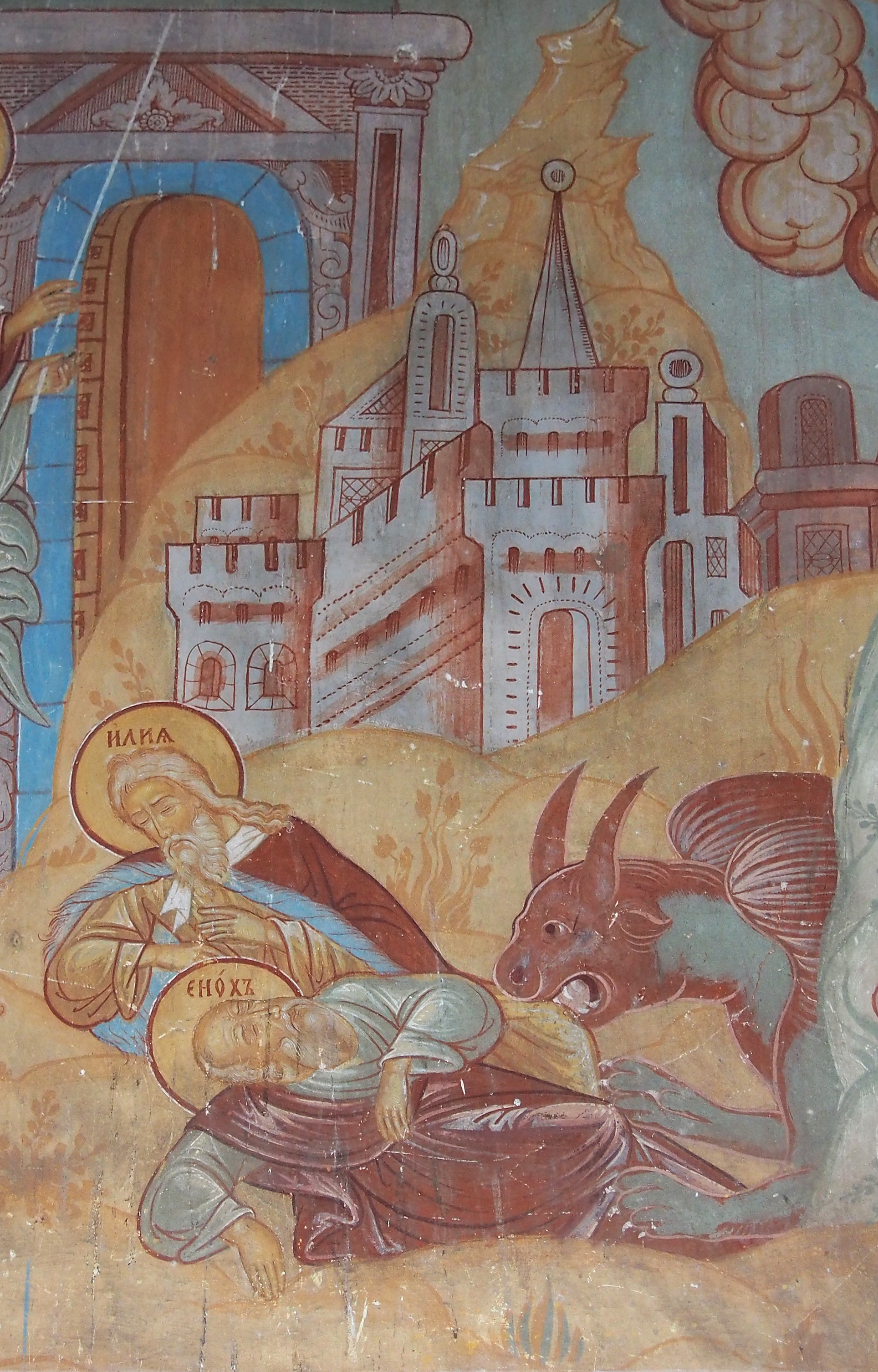
Пророки Илия и Енох, Романовский Крестовоздвиженский собор, западная стена четверика
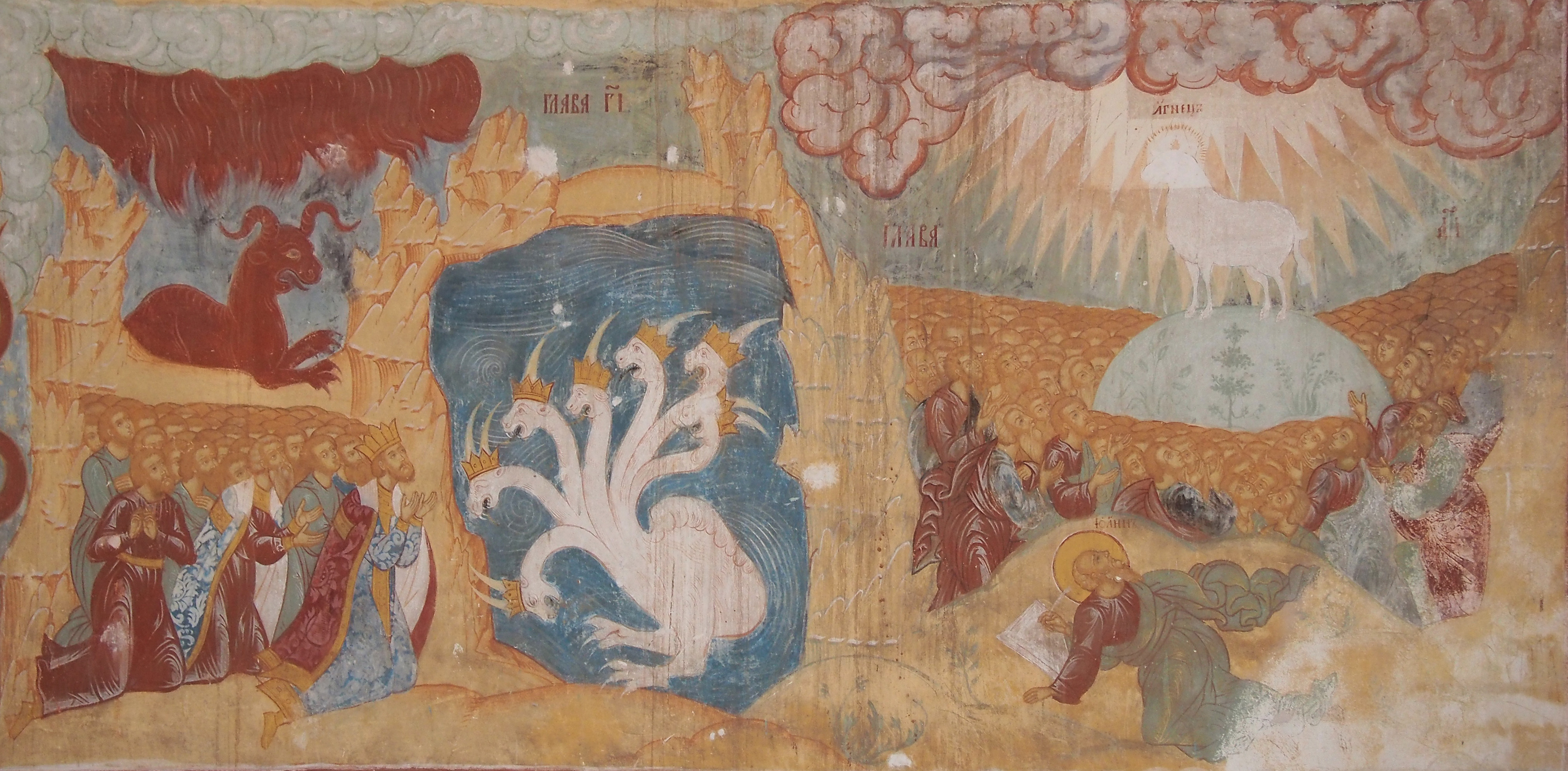
Апокалипсис, Романовский Крестовоздвиженский собор, западная стена четверика

### Иконы

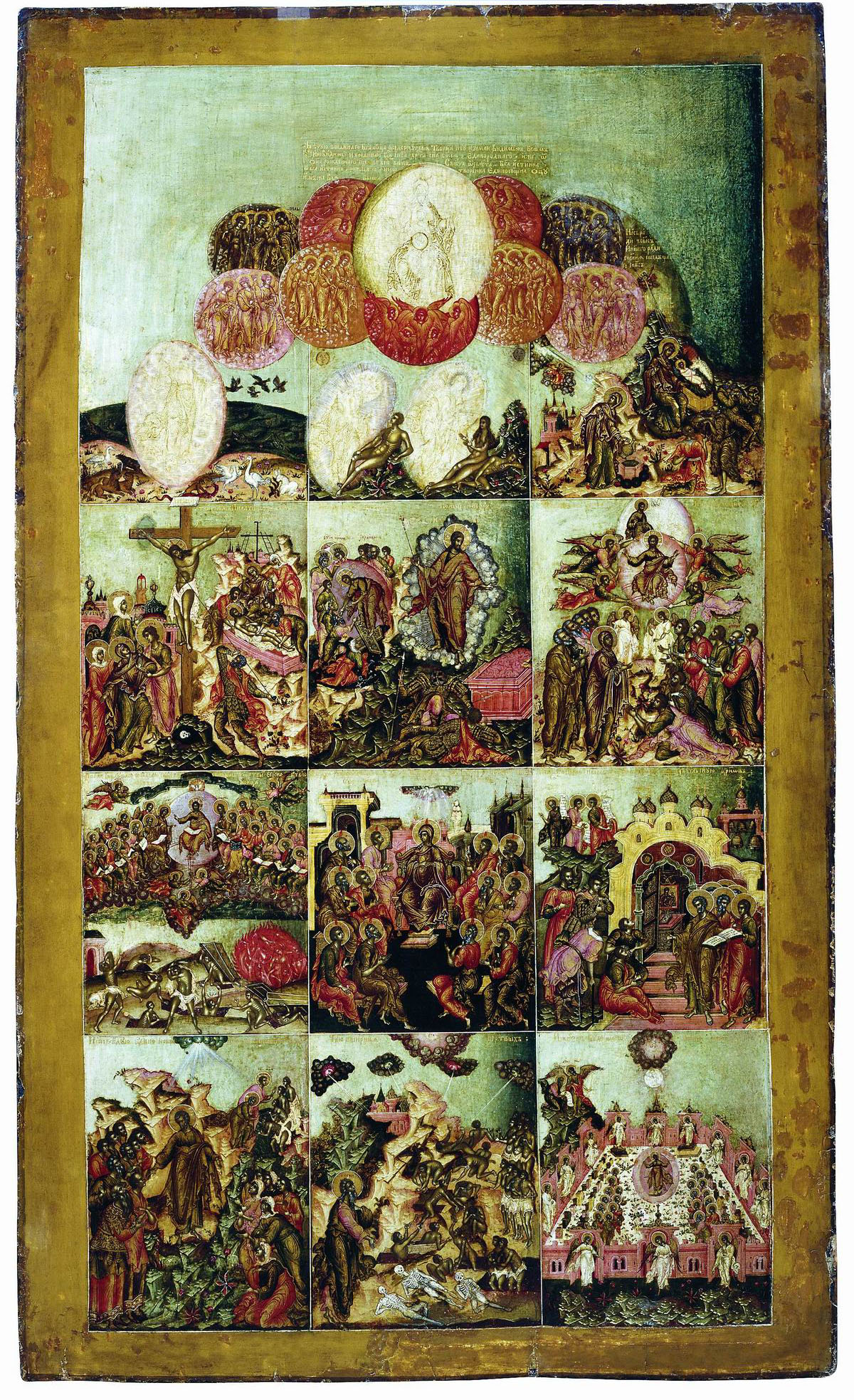

### Приписываемые произведения

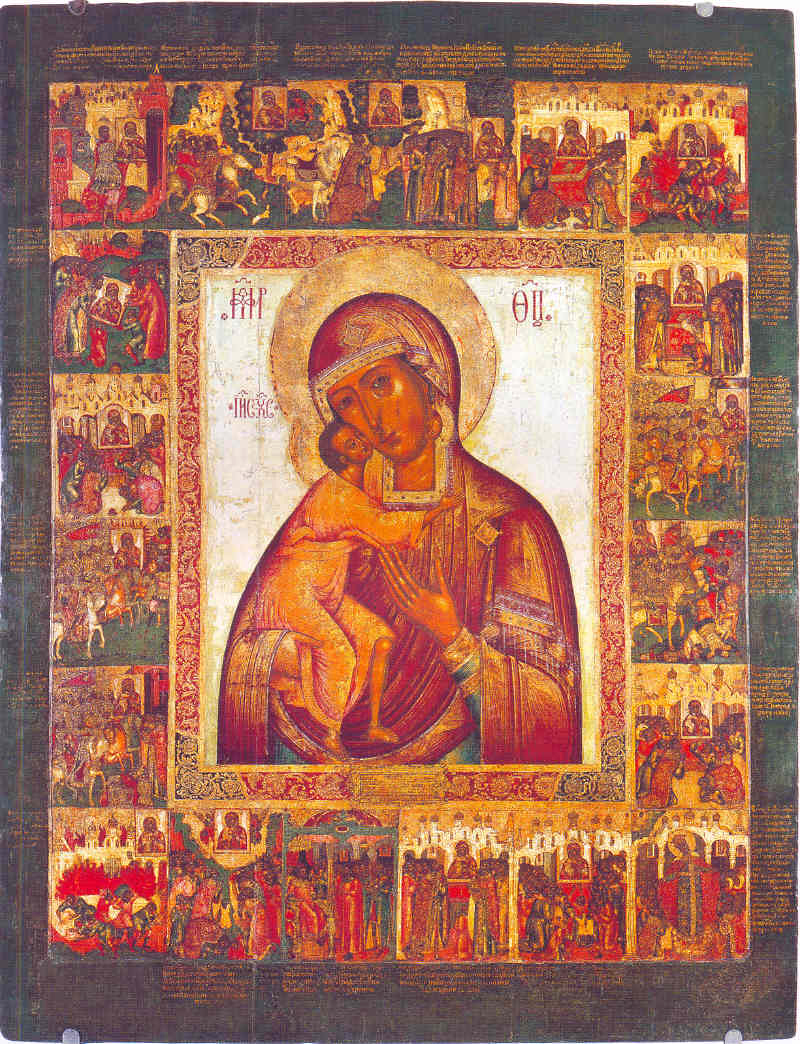
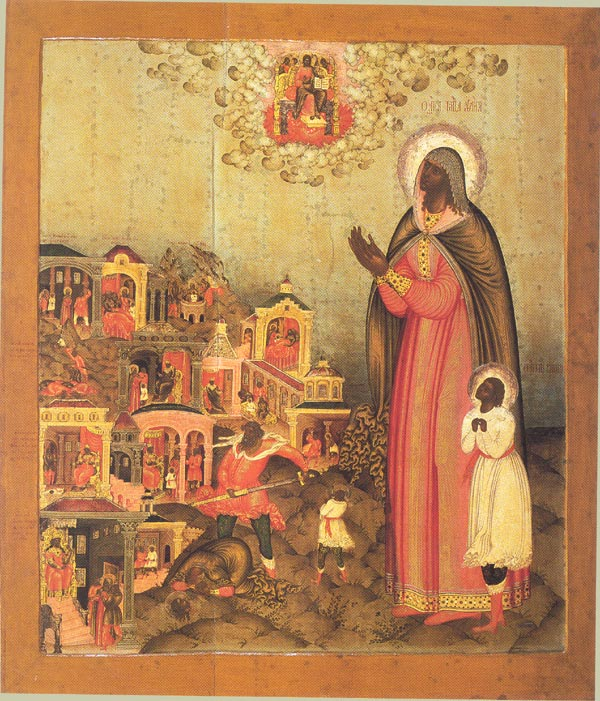
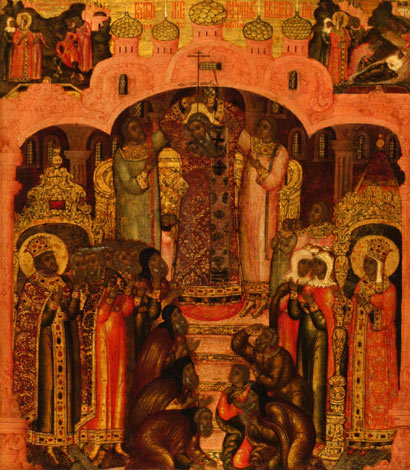